# Jean-Marie Rausch
Jean-Marie Rausch (* 24. September 1929 in Saargemünd, Lothringen, Frankreich; † 5. Januar 2024) war ein französischer Unternehmer und konservativer Politiker. Von 1971 bis 2008 war er Bürgermeister von Metz und zwischen 1988 und 1992 mehrfach Minister unter François Mitterrand.

## Biografie
Als Sohn des Besitzers der Mühle von Frauenberg in Lothringen wuchs Rausch dort auf. Nach dem Zweiten Weltkrieg baute die Familie den Betrieb in Woippy bei Metz wieder auf. Als studierter Müller führte Rausch den Familienbetrieb 23 Jahre lang. Daneben war er in verschiedenen berufsständischen Organisationen und Unternehmervereinigungen tätig und setzte sich in den 1970er und 1980er Jahren für die Einführung der Informationstechnologie ein.
1971 wurde Rausch Bürgermeister von Metz; mit 42 Jahren war er der jüngste Bürgermeister einer Großstadt in Frankreich. Er wurde fünf Mal im Amt bestätigt. Unter seiner Führung entwickelte sich die Stadt wirtschaftlich, ökologisch und kulturell, etwa mit der Gründung des Institut Européen d’Écologie sowie der Einrichtung zahlreicher Grünanlagen und autofreier Zonen, der Konzerthalle Arsenal, des Centre Pompidou-Metz und der Technopôle Metz.
Im Laufe seiner politischen Karriere hatte Rausch neben seinem Amt als Bürgermeister verschiedene regionale und nationale Ämter inne. So war er Präsident des Regionalrates Lothringen, Senator und mehrfach Minister unter Präsident Mitterrand: 1988–1991 in der Regierung von Michel Rocard Minister für Außenhandel, 1991–1992 in der Regierung von Édith Cresson beigeordneter Minister für Post und Telekommunikation, 1992 in der Regierung von Pierre Bérégovoy beigeordneter Minister für Handel und Handwerk.
Jean-Marie Rausch starb am 5. Januar 2024 im Alter von 94 Jahren.